# Sesuvium verrucosum
Sesuvium verrucosum är en isörtsväxtart som beskrevs av Constantine Samuel Rafinesque. Sesuvium verrucosum ingår i släktet Sesuvium och familjen isörtsväxter. Inga underarter finns listade i Catalogue of Life.